# Pliomelaena parviguttata
Pliomelaena parviguttata är en tvåvingeart som beskrevs av Erich Martin Hering 1952. Pliomelaena parviguttata ingår i släktet Pliomelaena och familjen borrflugor.
Artens utbredningsområde är Etiopien. Inga underarter finns listade i Catalogue of Life.